# Andreas Guttmann
Andreas Guttmann (* 1. November 1993) ist ein österreichischer Grasskiläufer. Er gehört dem Juniorenkader des Österreichischen Skiverbandes an und startet seit 2009 im Weltcup.

## Karriere
Andreas Guttmann nimmt seit 2009 an FIS- und Weltcuprennen teil. Am 5. Juni fuhr er in Wilhelmsburg sein erstes FIS-Rennen, einen Super-G den er auf Rang 35 beendete. Tags darauf bestritt er sein erstes Weltcuprennen. In dieser Super-Kombination belegte er Platz 28 und gewann damit seine ersten Weltcuppunkte. Insgesamt konnte er sich in der Weltcupsaison 2009 dreimal unter den besten 30 klassieren, womit er in der Gesamtwertung auf Rang 61 kam. Bei der Juniorenweltmeisterschaft 2009 im Juli und August wurde Guttmann Elfter im Riesenslalom, 22. in der Super-Kombination und 25. im Super-G. Im Slalom wurde er nach einem Torfehler im ersten Lauf disqualifiziert. Einen Monat später nahm er auch an der Weltmeisterschaft 2009 in Rettenbach, nahe seinem Heimatort Oberwart, teil. Er belegte Rang 32 im Riesenslalom und Rang 35 im Super-G. Im Slalom und in der Super-Kombination wurde er nach Torfehlern disqualifiziert.
Bei der Juniorenweltmeisterschaft 2010 in Dizin wurde Andreas Guttmann Zehnter im Super-G, Zwölfter im Riesenslalom und 22. in der Super-Kombination; im Slalom schied er jedoch aus. Seine zunächst besten Weltcupergebnisse erzielte er am Ende der Saison 2010. Mit dem 17. Platz im Slalom von Frais-Chiomonte fuhr er zum ersten Mal unter die schnellsten 20 und am nächsten Tag konnte er sich mit Rang elf im Slalom von Sestriere weiter steigern. Den Gesamtweltcup beendete er an 48. Position. In der Saison 2011 waren erneut drei elfte Plätze seine besten Weltcupergebnisse. Im Gesamtweltcup steigerte er sich auf den 17. Platz. Bei der Weltmeisterschaft 2011 in Goldingen belegte Guttmann Platz 20 im Riesenslalom. Den Super-G konnte er nicht beenden und in Slalom und Super-Kombination trat er nicht an. Bei der zeitgleich ausgetragenen Juniorenweltmeisterschaft erreichte er zwei fünfte Plätze im Riesenslalom und im Super-G. Im Slalom und damit auch in der Kombination fiel er aus.
In der Saison 2012 erreichte Guttmann erstmals Top-10-Ergebnisse in Weltcuprennen: Er wurde Neunter in der Super-Kombination von Rettenbach und jeweils Zehnter in den beiden Super-G von Dizin. Dies waren zugleich seine einzigen zählbaren Weltcupresultate des Jahres, weshalb er im Gesamtweltcup auf den 30. Platz zurückfiel. Bei der Juniorenweltmeisterschaft 2012 in Burbach gewann Guttmann die Bronzemedaille im Riesenslalom. Eine weitere Medaille verpasste er als Vierter des Super-G nur knapp. Im Slalom wurde er Siebter, in der Super-Kombination schied er aus.

## Erfolge

### Weltmeisterschaften
- Rettenbach 2009: 32. Riesenslalom, 35. Super-G
- Goldingen 2011: 20. Riesenslalom

### Juniorenweltmeisterschaften
- Horní Lhota 2009: 11. Riesenslalom, 22. Super-Kombination, 25. Super-G
- Dizin 2010: 10. Super-G, 12. Riesenslalom, 22. Super-Kombination
- Goldingen 2011: 5. Riesenslalom, 5. Super-G
- Burbach 2012: 3. Riesenslalom, 4. Super-G, 7. Slalom

### Weltcup
- 3 Platzierungen unter den besten zehn